# Gran Galà del calcio AIC 2011

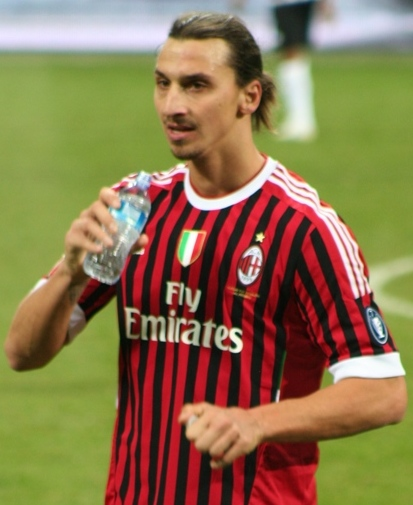
Lo svedese Zlatan Ibrahimović, migliore calciatore assoluto al Gran Galà del calcio AIC 2011.

Il Gran Galà del calcio AIC 2011 è stata la prima edizione dell'omonima manifestazione in cui sono stati premiati, da parte dell'Associazione Italiana Calciatori, i protagonisti del calcio italiano per la stagione 2010-2011; da quest'edizione, l'evento ha sostituito la precedente cerimonia degli Oscar del calcio AIC.
I riconoscimenti sono stati consegnati il 23 gennaio 2012 presso il Teatro Dal Verme di Milano; la manifestazione, presentata da Michele Criscitiello, Alessia Ventura e Dan Peterson, è stata trasmessa su Sportitalia 1.

## Vincitori
Squadra dell'anno
| Ruolo | Naz.                                  | Giocatore                         | Squadra             |
| ----- | ------------------------------------- | --------------------------------- | ------------------- |
| P     | Slovenia (bandiera)                   | Samir Handanovič                  | Udinese             |
| D     | Italia (bandiera)                     | Christian Maggio                  | Napoli              |
| D     | Brasile (bandiera)                    | Thiago Silva                      | Milan               |
| D     | Italia (bandiera) · Italia (bandiera) | Andrea Ranocchia Alessandro Nesta | Genoa / Inter Milan |
| D     | Colombia (bandiera)                   | Pablo Armero                      | Udinese             |
| C     | Slovacchia (bandiera)                 | Marek Hamšík                      | Napoli              |
| C     | Italia (bandiera) · Italia (bandiera) | Claudio Marchisio Thiago Motta    | Juventus Inter      |
| C     | Ghana (bandiera)                      | Kevin-Prince Boateng              | Milan               |
| A     | Italia (bandiera)                     | Antonio Di Natale                 | Udinese             |
| A     | Uruguay (bandiera)                    | Edinson Cavani                    | Napoli              |
| A     | Svezia (bandiera)                     | Zlatan Ibrahimović                | Milan               |

I calciatori inclusi nel medesimo riquadro sono stati premiati ex aequo.
Migliore calciatore assoluto
| Piazzamento | Giocatore          | Squadra |
| ----------- | ------------------ | ------- |
| Vincitore   | Zlatan Ibrahimović | Milan   |

Migliore allenatore
| Piazzamento | Allenatore           | Squadra |
| ----------- | -------------------- | ------- |
| Vincitore   | Massimiliano Allegri | Milan   |

Migliore calciatore della Serie B
| Piazzamento | Giocatore           | Squadra |
| ----------- | ------------------- | ------- |
| Vincitore   | Stephan El Shaarawy | Padova  |

Migliore arbitro
| Piazzamento | Arbitro           |
| ----------- | ----------------- |
| Vincitore   | Nicola Rizzoli    |
| Nomination  | Paolo Tagliavento |
| Nomination  | Mauro Bergonzi    |

Premio alla carriera;
| Piazzamento | Giocatore            |
| ----------- | -------------------- |
| Vincitore   | Alessandro Del Piero |

Premio della critica;
| Piazzamento | Allenatore    | Squadra     |
| ----------- | ------------- | ----------- |
| Vincitore   | Fabio Capello | Inghilterra |

Miglior società
| Piazzamento | Società calcistica |
| ----------- | ------------------ |
| Vincitore   | Udinese            |